# Ghajini (film, 2008)
Cet article concerne le film d'A.R. Murugadoss de 2008. Pour le remake du même réalisateur de 2005, voir Ghajini.
Pour les articles homonymes, voir Ghajini.
Pour plus de détails, voir Fiche technique et Distribution.
Ghajini (en hindi गजनी) est un film indien de langue hindie, réalisé par A.R. Murugadoss et sorti le 25 décembre 2008. Il s'agit d'un remake du film tamoul Ghajini (2005), du même réalisateur, qui est lui-même une adaptation libre du film de Christopher Nolan Memento.
La version hindi est tirée à 80 % de celle en tamoul mais elle a été remixée et les effets ont été remodelés pour un meilleur résultat.
Les interprètes principaux en sont Aamir Khan et Asin Thottumkal, laquelle reprend le rôle qu'elle avait tenu dans la version tamoule. La musique est composée par A.R. Rahman.
C'est un film masala, mêlant l'action avec des éléments romantiques, qui explore la vie d'un riche homme d'affaires qui développe une amnésie antérograde à la suite d'une rencontre violente au cours de laquelle sa petite amie a été tuée. Il essaye de la venger en s'aidant de photographies polaroid et des tatouages réalisés sur son corps. Ghajini a eu un succès public considérable, ce qui en fait une des plus grosses réussites commerciales du cinéma indien.

## Synopsis
Le film raconte l’histoire d’un riche homme d'affaires, Sanjay Singhaniya (Aamir Khan), qui tombe amoureux d'une actrice de film publicitaire, Kalpana (Asin Thottumkal). Alors que cette dernière tente de sauver des jeunes filles séquestrées à Calcutta, elle est sauvagement assassinée par un chef de gang, Ghajini, tandis que Sanjay est durement frappé à la tête en essayant de la protéger. Les blessures subies au cours de cette agression réduisent la mémoire de Sanjay à quinze minutes et pour garder la trace de ses actions, il utilise des notes, des photos et les tatouages réalisés sur son propre corps.
Il est poursuivi par un agent de police (Riyaz Khan), qui le recherche en raison des meurtres qu'il a commis dans sa quête pour retrouver le meurtrier de son amie. Son histoire suscite également l'intérêt d’une étudiante en psychologie, Chitra (Jiah Khan), à la recherche d'un patient lui permettant d'accomplir ses recherches.

## Fiche technique
- Titre : Ghajini
- Titre original en hindi: गजनी
- Réalisateur : A.R Murugadoss
- Scénario : A.R Murugadoss
- Musique : A.R. Rahman
- Parolier : Prasoon Joshi
- Chorégraphie : Ahmed Khan
- Direction artistique : Sunil Babu et Samir Chanda
- Photographie : Ravi K. Chandran
- Montage : Anthony
- Cascades et combats : Peter Hein
- Production : Tagore Madhu, Madhu Mantena
- Langue : hindi
- Pays d'origine : Inde
- Date de sortie : 24 décembre 2008
- Format : Couleurs
- Genre : film d'action, comédie romantique, thriller
- Durée : 183 minutes

## Distribution
- Aamir Khan : Sanjay Singhania
- Asin Thottumkal : Kalpana
- Jiah Khan : Dr.Sunita
- Pradeep Rawat : Ghajini Dharmatma
- Riyaz Khan : l'inspecteur Arjun

## Musique
Le film comporte six chansons composées par A.R. Rahman sur des paroles de Prasoon Joshi et chorégraphiées par Ahmed Khan.
- Guzarish - Sonu Nigam, Javed Ali (5:29)
- Aye Bachchoo - Suzanne D'Mello (3:48)
- Kaise Mujhe - Benny Dayal & Shreya Ghoshal (5:46)
- Behka - Karthik (5:13)
- Latoo - Shreya Ghoshal (4:30)
- Kaise Mujhe (Instrumental) (4:01)